# Opizio Pallavicini
Opizio Pallavicini (ur. 15 października 1632 w Genui, zm. 11 lutego 1700 w Rzymie) – włoski kardynał.

## Życiorys
Urodził się 15 października 1632 roku w Genui, jako syn Paola Girolama Pallaviciniego i Maddaleny Spinoli. Po studiach uzyskał doktorat utroque iure, a następnie został referendarzem Trybunału Obojga Sygnatur. 27 lutego 1668 roku został wybrany tytularnym arcybiskupem Efezu, a wkrótce potem – nuncjuszem w Toskanii. Po czterech latach został przeniesiony do nuncjatury w Niemczech i przebywał tam przez osiem lat. W okresie 1680–1688 był nuncjuszem w Polsce zajmującym się także szpiegostwem, o czym Lubomirski w liście do króla Jana III Sobieskiego informował w słowach jest to wielki całej Rzeczypospolitej i imienia JKM nieprzyjaciel i domowy szpieg. 2 września 1686 roku został kreowany kardynałem prezbiterem i otrzymał kościół tytularny Santi Silvestro e Martino ai Monti. W 1688 roku został arcybiskupem Spoleto, a rok później – Osimo. Zmarł 11 lutego 1700 roku w Rzymie.